# Anosia ravida
Anosia ravida är en fjärilsart som beskrevs av Hans Fruhstorfer 1896. Anosia ravida ingår i släktet Anosia och familjen praktfjärilar. Inga underarter finns listade i Catalogue of Life.